# Dilophotes atrorufus
Dilophotes atrorufus là một loài bọ cánh cứng trong họ Lycidae. Loài này được Kiesenwetter miêu tả khoa học năm 1879.